# Pujol Xic
El Pujol Xic és una muntanya de 519 metres del municipi de Font-rubí, a la comarca de l'Alt Penedès.